# XSane
XSane — компьютерная программа для работы с устройствами сканирования изображений. Является графическим интерфейсом для программы SANE.

## Функции
- Предварительное сканирование (просмотр).
- Автоматическая корректировка цветов.
- Ручное и автоматическое выделение необходимой области для сканирования.
- Раздельная настройка разрешения сканирования по ширине и длине изображения.
- Печать на принтере отсканированных изображений.
- Отправка изображения на печать. По умолчанию это производится командой lpr протокола Line Printer Daemon (LPD).
- Отправка изображения программе оптического распознавания текста (при её наличии в операционной системе).
- Создание многостраничных документов (пакетное сканирование).
- Возможность работы как плагин к редактору изображений GIMP. Для этого необходимо выполнить команду в командной строке:

```
ln
 -s /usr/bin/xsane 
~
/.gimp-2.6/plug-ins/
```

подставив изменяемые данные: <user_name> — название домашней папки пользователя в системе; вместо номера версии GIMP «2.6» указать первые две цифры версии GIMP, установленной на данный момент.
XSane вызывается из меню GIMP «Файл» --> «Создать».
- Многооконный интерфейс.